# Slättbygds revir
Slättbygds revir var 1911–1927 ett skogsförvaltningsområde inom Västra överjägmästardistriktet omfattade i Älvsborgs län större delen av Gäsene och Kullings härader samt i Skaraborgs län följande härader: Viste, Barne, Laske och Vilske, Kållands (med undantag av nio socknar), Skånings (med undantag av nio socknar) och Åse härader (med undantag av kronoparken Halleberg-Hunneberg). Reviret, som var indelat i fem bevakningstrakter, omfattade 11 596 hektar (1910), varav fem kronoparker (4 646 hektar). 
Slättbygds revir uppgick 1927 i Hunnebergs, Kinne och Marks revir.